# Méhészeti jog
A méhészeti jog a méhészet jogviszonyait szabályozó jogszabályok összességét jelenti, beleértve a magánjogi (szomszédjog, felelősségi kérdések, rajjog) és közjogi (építésjog, élelmiszerjog) vonatkozásokat.

## Története
Már az 533-as Corpus Iuris Civilis tartalmaz a méhészetre vonatkozó rendelkezéseket: examen, quod ex alveo tuo evolaverit, eo usque tuum esse intellegitur, donec in conspectu tuo est nec difficilis eius persecutio est: alioquin occupantis fit. [Améhraj, amely elhagyja a kaptáradat, mindaddig a te tulajdonodnak minősül, amíg a látómeződben marad, és nem nehéz nyomon követni. Ellenkező esetben annak a tulajdonává válik, aki legközelebb kisajátítja.]
A korai középkorban a méhek és a méz ellopását szigorú büntetésekkel sújtották. A legrégebbi fennmaradt méhészeti törvények az 510-es száli törvényből (Lex Salica) származnak. 643-ban a vizigótok Lex Romana Visigothorum-ban szabályozták a vadméhek befogását, illetve a méhek által okozott károkért való felelősséget. 

## Az Európai Unióban
1997. június 25-én alkotta meg az Európai Unió Tanácsa a kiindulási alapot a méz termeléséről és forgalmazásáról, az 1221/97 EK rendeletet. A Bizottság 1997. november 20-án megalkotott 2300/97 EK rendelete konkretizálja a fenti rendelet általános szabályait.

## Fordítás
- Ez a szócikk részben vagy egészben  a   Bienenrecht című német Wikipédia-szócikk fordításán alapul.  Az eredeti cikk szerkesztőit annak laptörténete sorolja fel. Ez a jelzés csupán a megfogalmazás eredetét és a szerzői jogokat jelzi, nem szolgál a cikkben szereplő információk forrásmegjelöléseként.